# A mesa, o burro e o cacete
A mesa, o burro e o cacete (em alemão: Tischlein deck dich, Goldesel und Knüppel aus dem Sack) ou A mesa mágica, o asno que cuspia ouro e o porrete dentro do saco é um conto de fadas alemão compilado pelos Irmãos Grimm. Conta as peripécias de três irmãos que saem pelo mundo para aprender um ofício e ganham objetos com poderes mágicos: uma mesa que se enche de comida e bebida, um asno que cospe ouro e um porrete que ataca os inimigos. Enquadra-se nos Tipos 563 e 212 do Sistema Aarne-Thompson-Uther (ATU) de classificação de contos folclóricos.

## Origem
O folclorista Stith Thompson observou que este tipo de história "tem uma distribuição bem extensa", estando "presente em quase todas as coletâneas de histórias na Europa e Ásia". O estudo do professor Theo Meder corrobora esta vasta distribuição, já que, de acordo com ele, o tipo de história pode também ser encontrado "na Índia e leste da Ásia, na África e no Oriente Médio", assim como nas Américas.

## História
Um alfaiate tem três filhos, sendo todos alimentados por uma cabra. Cada dia um dos filhos leva a cabra para pastar, mas na volta ela mente para o pai, dizendo que passou fome. Este, enfurecido, expulsa os filhos de casa. Cada um segue seu caminho, aprende um ofício e ganha um prêmio. O primeiro torna-se marceneiro e ganha uma mesa mágica que, às palavras "Mesinha, sirva-me", enche-se de comida e bebida. O segundo torna-se moleiro e ganha um burro que, ao ouvir a palavra mágica "Bricklebrit!", cospe ouro. O terceiro torna-se torneiro e ganha um saco com um porrete que, às palavras "Porrete, saia do saco!", ataca as pessoas em volta até receber a ordem de retornar ao saco. A certa altura, cada um dos irmãos decide voltar para casa. Os dois primeiros, ao pararem num estalagem no caminho, têm seus objetos mágicos trocados por outros comuns sem que percebam. Chegando em casa, ao reunirem a família para exibir os objetos, passam vergonha. Mas o terceiro filho consegue recuperar os objetos roubados. Um epílogo conta o destino da cabra mentirosa do início da narrativa.